# 宋邦綏
宋邦綏（？—1770年），字逸才，號況梅、曉巖，江蘇蘇州府長洲縣人，清朝政治人物。

## 生平
宋邦綏是康熙五十七年（1718年）戊戌科進士宋照子。雍正十年（1732年）壬子科順天鄉試舉人，乾隆二年（1737年）丁巳恩科二甲第四名進士。選翰林院庶吉士，散館授編修，九年（1744年）充河南鄉試正考官，同年升侍讀，任湖北學政，十二年（1747年）改山西學政，同年復任湖北學政，十八年（1753年）改侍講，充日講起居注官，十九年（1754年）任川東道，二十一年（1756年）升河南按察使，二十二年（1757年）升廣東布政使，二十五年（1760年）調山西布政使，同年任兵部右侍郎、巡撫山西，二十七年（1762年）任都察院右副都御史、巡撫湖北，署巡撫湖南，二十九年（1764年）改陝西布政使，三十年（1765年）任都察院右副都御史、巡撫廣西，同年任廣西學政，三十三年（1768年）任兵部右侍郎，三十四年（1769年）充武會試同考官，同年改戶部右侍郎、總督倉場，三十五年（1770年）卒於官。

## 著作
著有《易讀》四卷。